# Thérèse Encrenaz
Pour les articles homonymes, voir Encrenaz.
Thérèse Encrenaz née à Lille en 1946 est une astrophysicienne française, directrice de recherche au CNRS, vice-présidente de l'observatoire de Paris jusqu'en 2011 et spécialiste des atmosphères planétaires.

## Formation
Ancienne élève de l'École normale supérieure de Fontenay-aux-Roses (promotion S1965), elle obtient une licence de mathématiques et un DEA d'astronomie avant de passer une année au Goddard Institute for Space Studies, puis de passer sa thèse de 3e cycle en 1969.
Elle est titulaire d'une thèse de doctorat d'État ès-Sciences physiques à l'Université de Paris 7, soutenue en 1975.

## Prix scientifiques
- Médaille d’argent du CNRS en 1999[3].
- Prix Jules-Janssen de la Société astronomique de France (SAF) avec Paul Couteau en 2007.
- L’astéroïde (5443) Encrenaz (découvert en 1991 par Henry E. Holt) a été nommé en son honneur.
- Prix Gerard-P.-Kuiper 2021 par la Division des sciences planétaires de société astronomique américaine (AAS)[4]

## Distinctions
- 2019 : Officier de l'Ordre national de la Légion d'honneur[5]

## Publications
- Thérèse Encrenaz, Le système solaire, Paris, Flammarion, coll. « Dominos », 1994, 122 p. (ISBN 2-08-035182-6)
- Jacques Crovisier et Thérèse Encrenaz, Les comètes : Témoins de la naissance du système solaire, Paris, Belin, coll. « Croisée des sciences », août 1995, 144 p. (ISBN 978-2-271-05300-8 et 978-2-701-11714-0, OCLC 491823863)
- Thérèse Encrenaz, Les planètes géantes, Belin, coll. « Regards sur la science », 1996, 192 p. (ISBN 978-2-7011-2186-4, OCLC 36025672, BNF 36167001, présentation en ligne)
- Thérèse Encrenaz, Atmosphères planétaires : Origine et évolution, Belin, coll. « Croisée des sciences », 2000, 152 p. (ISBN 978-2-7011-2361-5 et 978-2-271-05650-4, BNF 37677279, présentation en ligne)
- Thérèse Encrenaz, J-P Bibring, Michel Blanc, Maria-Antonietta Barucci, Philippe Zarka, Françoise Roques et al., Le système solaire, EDP Sciences, coll. « Savoirs Actuels / astrophysique », juin 2003, 530 p. (ISBN 978-2-271-05845-4 et 978-2-868-83643-4, présentation en ligne)
- Thérèse Encrenaz, À la recherche de l'eau dans l'Univers, Belin, coll. « Bibliothèque scientifique », 2004, 176 p. (ISBN 978-2-7011-3707-0, BNF 39208060, présentation en ligne)
- Thérèse Encrenaz, Système solaire, systèmes stellaires : Des mondes connus aux mondes inconnus..., Paris, Dunod, coll. « Quai des sciences. Embarquement immédiat ! », février 2005, 192 p. (ISBN 978-2-10-048726-4 et 2-100-48726-4, OCLC 212408153, présentation en ligne)
- Fabienne Casoli et Thérèse Encrenaz, Planètes extrasolaires : les nouveaux mondes, Paris, Belin, coll. « Bibliothèque scientifique », 2005, 160 p. (ISBN 978-2-7011-4052-0 et 2-701-14052-8, BNF 40077243, présentation en ligne)
- Sébastien Balibar (dir.), Édouard Brézin (dir.), A. Aspect, R. Balian, G. Bastard, J.P. Bouchaud, B. Cabane, F. Combes, Thérèse Encrenaz, S. Fauve, A. Fert, M. Fink, A. Georges, J.F. Joanny et al., Demain, la physique, Paris, O. Jacob, coll. « Sciences », 2009, 353 p. (ISBN 978-2-7381-2305-3, BNF 42122921).
- Thérèse Encrenaz et James Lequeux, L'exploration des planètes de Galilée à nos jours... et au-delà, Paris, Belin, coll. « Pour la science », 2014, 224 p. (ISBN 978-2-7011-6195-2, BNF 43760115)